# 史密斯角 (巴雷尼群島)
史密斯角（英語：Cape Smyth），是南極洲的海岬，位於斯特奇島南端，屬於巴雷尼群島的一部分，以英國皇家海軍上校命名，現時由南極條約體系管理。